# Bokermannohyla sazimai
Bokermannohyla sazimai é uma espécie de anfíbio da família Hylidae. Endêmica do Brasil, pode ser encontrada no estado de Minas Gerais.